# Лёкъёган
Лёкъёган (устар. Лёк-Ёган) — река в России, протекает по Ямало-Ненецкому АО. Устье реки находится в 384 км по левому берегу реки Еркалнадейпур. Длина реки составляет 28 км. В 5 км от устья по правому берегу впадает река Ай-Лёкъёган.
Система водного объекта: Еркалнадейпур → Айваседапур → Пур → Карское море.

## Данные водного реестра
По данным государственного водного реестра России относится к Нижнеобскому бассейновому округу, водохозяйственный участок реки — Пур. Речной бассейн реки — Пур.
Код объекта в государственном водном реестре — 15040000112115300057640.